# Världsmästerskapet i amerikansk fotboll för damer
Världsmästerskapet i amerikansk fotboll för damer, IFAF Women's World Championship, är en internationell tävling mellan dam-landslag i amerikansk fotboll. Det första mästerskapet spelades 2010 i Stockholm i Sverige och vanns av USA. 2013 spelades mästerskapet i Vanda i Finland.

## Världsmästerskapet i amerikansk fotboll
| Årtal | Värdnation | Guldmedalj | Silvermedalj   | Bronsmedalj |
| ----- | ---------- | ---------- | -------------- | ----------- |
| 2010  | Sverige    | USA        | Kanada         | Finland     |
| 2013  | Finland    | USA        | Kanada         | Finland     |
| 2017  | Kanada     | USA        | Kanada         | Mexiko      |
| 2022  | Finland    | USA        | Storbritannien | Finland     |

## Deltagare
| Land           | 2010 (6) | 2013 (6) | 2017 (6) | 2022 (8) |
| -------------- | -------- | -------- | -------- | -------- |
| Australien     |          |          | 6        | 7        |
| Finland        | 3        | 3        | 5        | 3        |
| Kanada         | 2        | 2        | 2        | 4        |
| Mexiko         |          |          | 3        | 5        |
| Spanien        |          | 6        |          |          |
| Storbritannien |          |          | 4        | 2        |
| Sverige        | 5        | 5        |          | 8        |
| Tyskland       | 4        | 4        |          | 6        |
| USA            | 1        | 1        | 1        | 1        |
| Österrike      | 6        |          |          |          |

## Medaljligan
| Nr                  | Nation              | Guld | Silver | Brons | Totalt |
| ------------------- | ------------------- | ---- | ------ | ----- | ------ |
| 1                   | USA                 | 4    | 0      | 0     | 4      |
| 2                   | Kanada              | 0    | 3      | 0     | 3      |
| 3                   | Storbritannien      | 0    | 1      | 0     | 1      |
| 4                   | Finland             | 0    | 0      | 3     | 3      |
| 5                   | Mexiko              | 0    | 0      | 1     | 1      |
| Totalt (5 nationer) | Totalt (5 nationer) | 4    | 4      | 4     | 12     |

### Fotnoter
1. ↑  ”Mannen som lyckades med det omöjliga”. Idrottens affärer. 28 december 2011. http://www.idrottensaffarer.se/namn/2011/12/mannen-som-lyckades-med-det-omojliga. Läst 5 augusti 2015.